# 10º Congresso Nacional do Kuomintang
o 10º Congresso Nacional do Partido Nacionalista da China foi o décimo encontro do Partido Nacionalista da China (Kuomintang) e ocorreu entre os dias 20 de Março e 9 de Abril de 1969. Teve a participação de 1.198 representantes incluindo tropas nacionalistas que ainda resistiam ao controle do Partido Comunista da China. O Principal tópico foi a discussão sobre o Projeto Glória Nacional, um plano para reconquistar a China continental após os resultados e a repercussão que o Grande Salto Adiante teve; Também foi dissolvida nesta reunião a posição do Vice-Presidente do partido e a aprovação de novas reformas partidárias para o Partido Nacionalista.